# Julie Night
Julie Night, née le 2 juillet 1978 à Long Beach, en Californie, est une actrice pornographique américaine. 

## Biographie
Julie Night a étudié dans une école d'ingénieur. Elle commence comme stripteaseuse avant le X. Elle a reçu plusieurs prix pour ses performances extrêmes, sa filmographie parle pour elle.
Julie Night apparait dans le film Terror Toons 2 (2007) de Joe Castro.

## Récompenses
- 2004 : XRCO Awards
  - Superslut
  - Best Threeway pour Mason's Dirty Tricks (avec Manuel Ferrara et Steve Holmes)
- 2004 : AVN Award – Most Outrageous Sex Scene – Perverted Stories The Movie (avec Mr. Pete et Maggie Star)
- 2004 : AVN Award – Best Group Sex Scene, Video – Back 2 Evil (avec Manuel Ferrara, Ashley Long et Nacho Vidal)
- 2005 : XRCO Award – Group Scene pour Baker's Dozen 2 (avec Missy Monroe et Kami Andrews)

## Filmographie sélective
- 4 x 4 2 - The Lather and Lace Gangbang (2003)
- American Bukkake 22 (2003)
- American Gokkun 6 (2008)
- Anal Acrobats 1 (2007)
- Anal Addicts 9 (2002)
- Anal Cum Swappers 1 (2005)
- Anal Decadence (2005)
- Anal Excursions 3; 4 (2003)
- Anal Expedition 2 (2003)
- Anal Invaders 4 (2007)
- Anal Sinsations (2005)
- Anal Supremacy 2 (2005)
- Anal Trainer 3 (2003)
- Analicious (2007)
- Ass Eaters Unanimous 8 (2004)
- Ass Feast 2 (2005)
- Ass Stretchers 1 (2003)
- Ass Tripping (2007)
- Ass Wreckage 1 (2004)
- Assfensive 3 (2005)
- Assploitations 2 (2003)
- ATM Machine 2 (2003)
- Baker's Dozen 2 (2004)
- Belladonna: No Warning 1 (2005)
- Deep Throat This 6 (2002)
- Gag Factor 15 (2004)
- Gangland 35 (2002)
- Girl Crazy 1 (2003)
- I've Never Done That Before 9 (2004)
- Lesbian Babes N Toyland 1 (2008)
- Lesbian Bukkake 1 (2004)
- Lesbian Latex 1 (2005)
- Neo Pornographia: The Secret Tapes of Michael Ninn 1&2 (2005)
- No Man's Land 38 (2004)
- No Man's Land 39 (2004)
- Pussy Party 6 (2004)
- Pussy Party 10 (2005)
- Pussy Party 13 (2005)
- Pussy Party 22 (2007)
- Upload (2007)
- The Violation of Ashley Blue (2002)
- The Violation of Missy Monroe (2004)
- Young And Stuffed (2006)